# Enoplolaimus paralitoralis
Enoplolaimus paralitoralis is een rondwormensoort uit de familie van de Thoracostomopsidae.